# Brian Duffy
Brian Duffy (ur. 20 czerwca 1953 w Bostonie) – amerykański astronauta.

## Życiorys
W 1971 ukończył Rockland High School, w 1975 studia matematyczne na United States Air Force Academy (USAF), a w 1981 zarządzanie systemami na Uniwersytecie Południowej Kalifornii. W 1976 skończył kurs pilotażu w Columbus Air Force Base w Missisipi i został pilotem F-15. Posiada nalot ponad 5000 godzin na 25 różnych samolotach. W czerwcu 1985 został wyselekcjonowany przez NASA, w lipcu 1986 skończył szkolenie astronautyczne. Odbył cztery loty kosmiczne, spędzając w kosmosie łącznie 40 dni, 17 godzin, 34 minuty i 59 sekund.
Od 24 marca do 2 kwietnia 1992 jako pilot odbywał lot STS-45, spędzając w kosmosie 8 godzin, 22 godziny i 9 minut. Od 21 czerwca do 1 lipca 1993 jako pilot uczestniczył w misji STS-57 trwającej 9 dni, 23 godziny i 44 minuty. Od 11 do 20 stycznia 1996 dowódcą sześcioosobowej załogi STS-72/Endeavour podczas misji trwającej 8 dni i 22 godziny. Od 11 do 24 października 2000 dowodził misją STS-92 trwającą 12 dni, 21 godzin i 42 minuty. W 2001 przeszedł na emeryturę. Jego hobby to golf, bieganie i czytanie.

## Odznaczenia
- Zaszczytny Krzyż Lotniczy
- Medal Departamentu Obrony za Chwalebną Służbę
- Medal Departamentu Obrony za Wzorową Służbę
- Lotniczy Medal za Chwalebną Służbę
- Medal Pochwalny
- Medal za Lot Kosmiczny (NASA)
- Universal Astronaut Insignia za lot orbitalny (nr 267) – Stowarzyszenie Uczestników Lotów Kosmicznych (Association of Space Explorers(inne języki))[1]